# 夢であいましょう (田原俊彦の曲)
『夢であいましょう』（ゆめであいましょう）は、1988年1月21日にリリースした田原俊彦の31作目のシングル。

## リリース
1988年1月21日に、ポニーキャニオンのNAVレーベルから、7インチレコードとCTの2形態で発売され、同年の4月29日に8cmCDが発売された。
本作から、1989年の「ひとりぼっちにしないから」までのシングルは、3形態（7インチレコード、CT、8cmCD）でリリースされた。

## テレビ番組での披露
『ザ・ベストテン』（TBS系）にランクインした時には、タイトルに因んで、NHK総合で放送された『夢であいましょう』風のセットが組まれ、イントロ部では、同番組にレギュラー出演経験も有る司会の黒柳徹子が、『夢であいましょう』の司会の中嶋弘子に扮して登場した。

## 収録曲
| 全作詞: 麻生圭子、全作曲: 筒美京平、全編曲: 馬飼野康二・八木正生。 |                      |          |            |      |
| #                                                                  | タイトル             | 作詞     | 作曲・編曲 | 時間 |
| 1.                                                                 | 「夢であいましょう」 | 麻生圭子 | 筒美京平   | 4:20 |
| 2.                                                                 | 「プロ・ポーズ」     | 麻生圭子 | 筒美京平   | 3:58 |
| 合計時間:                                                          | 合計時間:            | 8:18     |            |      |

| 全作詞: 麻生圭子、全作曲: 筒美京平、全編曲: 馬飼野康二・八木正生。 |                                            |          |            |      |
| #                                                                  | タイトル                                   | 作詞     | 作曲・編曲 | 時間 |
| 1.                                                                 | 「夢であいましょう」                       | 麻生圭子 | 筒美京平   | 4:20 |
| 2.                                                                 | 「夢であいましょう」(オリジナル・カラオケ) | 麻生圭子 | 筒美京平   | 4:20 |
| 3.                                                                 | 「プロ・ポーズ」                           | 麻生圭子 | 筒美京平   | 3:58 |
| 4.                                                                 | 「プロ・ポーズ」(オリジナル・カラオケ)     | 麻生圭子 | 筒美京平   | 3:58 |
| 合計時間:                                                          | 合計時間:                                  | 16:36    |            |      |